# Sighard Neckel

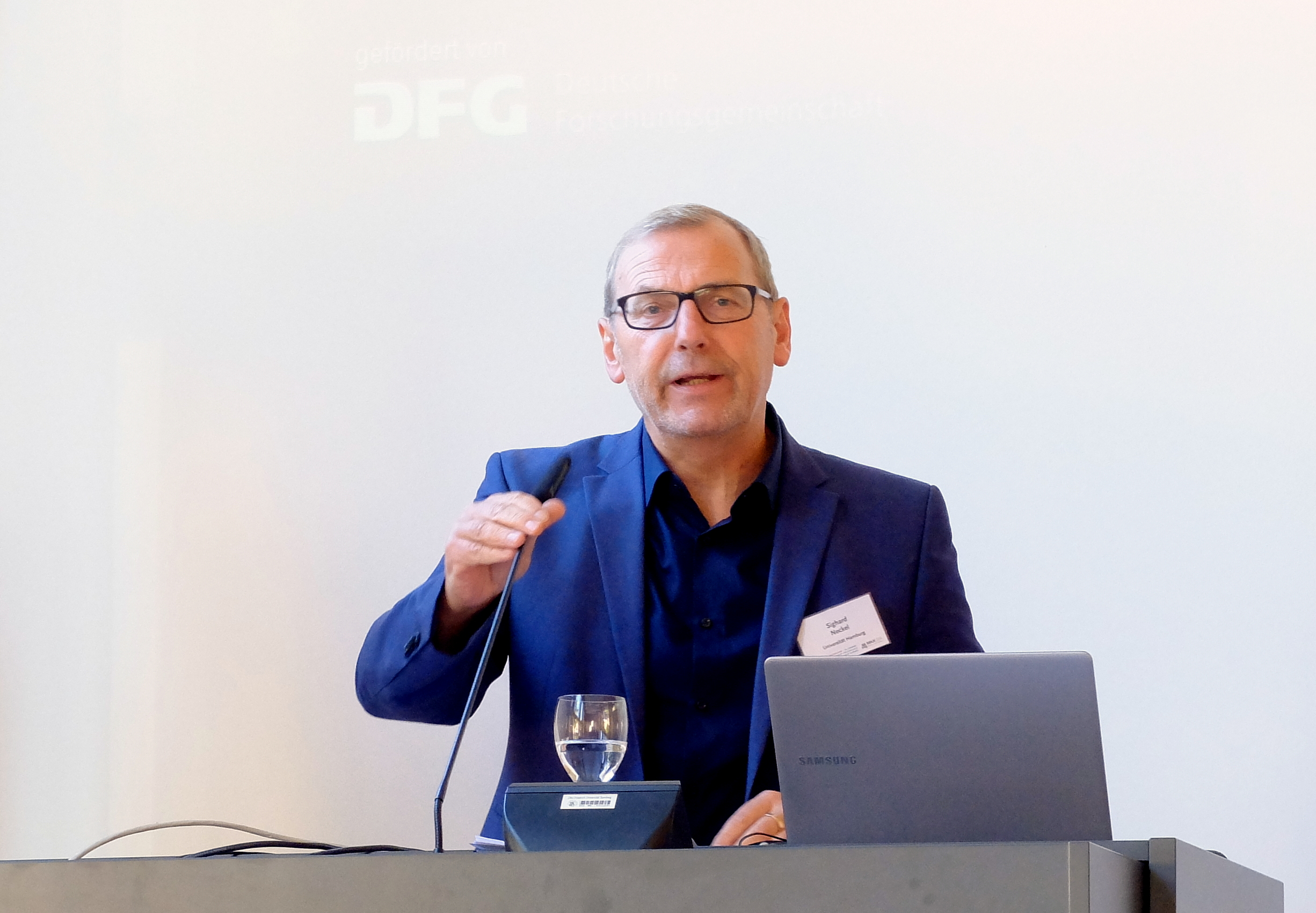
Sighard Neckel, 2016

Sighard Neckel (* 25. Oktober 1956 in Gifhorn) ist ein deutscher Soziologe und emeritierter Professor für Gesellschaftsanalyse und sozialen Wandel der Universität Hamburg.

## Werdegang
Neckel studierte Soziologie, Rechtswissenschaften und Philosophie an der Universität Bielefeld und an der Freien Universität Berlin, an der er 1983 sein Studium mit dem Diplom in Soziologie abschloss. Von 1984 bis 1997 war er wissenschaftlicher Mitarbeiter, Angestellter in einem Forschungsprojekt und wissenschaftlicher Assistent am Institut für Soziologie der FU Berlin. 1990 promovierte er mit einer Arbeit zum Thema „Status und Scham. Zur symbolischen Reproduktion sozialer Ungleichheit“. 1996 folgte die Habilitation mit einer Gemeindestudie über eine brandenburgische Stadt nach dem politischen Umbruch in Ostdeutschland. Ab 1997 hatte Neckel zunächst eine Professur für Soziologie und Empirische Sozialforschung an der Universität Siegen inne, der im Jahr 2000 ein Ruf auf die Professur für Allgemeine Soziologie an der Bergischen Universität Wuppertal folgte. Von 2001 bis 2007 hatte er den Lehrstuhl für Allgemeine Soziologie an der Justus-Liebig-Universität Gießen inne, bevor er mit dem Wintersemester 2007/08 an das Institut für Soziologie der Universität Wien wechselte, wo er seit Oktober 2008 auch Institutsvorstand war. Zum Wintersemester 2011/2012 wechselte er an die Goethe-Universität Frankfurt am Main auf eine Professur mit dem Schwerpunkt soziale Ungleichheit. An der Frankfurter Universität war er von 2011 bis 2013 Dekan des Fachbereichs Gesellschaftswissenschaften sowie Principal Investigator des Exzellenzclusters „Normative Orders“. 2016 folgte Neckel einem Ruf an die Universität Hamburg. Dort war er seit 2019 Sprecher der DFG-Kolleg-Forschungsgruppe „Zukünfte der Nachhaltigkeit: Modernisierung, Transformation, Kontrolle“, der er seit 2023 als Senior Permanent Fellow angehört. Von 2019 bis 2023 war Neckel mit einem Teilprojekt an dem Sonderforschungsbereich 1171 „Affective Societies“ an der FU Berlin beteiligt.
Die Forschungsschwerpunkte von Sighard Neckel liegen in der Wirtschafts- und Finanzsoziologie, der Ungleichheitsforschung, der Gesellschaftsanalyse des modernen Kapitalismus, der Soziologie der Nachhaltigkeit, der Kultursoziologie und der Soziologie der Emotionen. In seiner empirischen Forschung ist Neckel wissenssoziologisch, praxistheoretisch und ethnographisch ausgerichtet.
Von 2000 bis 2017 war Neckel Mitglied des Kollegiums des Instituts für Sozialforschung in Frankfurt am Main. Er nahm verschiedene Gastprofessuren und Fellowships wahr, unter anderem an der Duke University (USA), am Zentrum für interdisziplinäre Forschung (ZiF) der Universität Bielefeld, an der Kolleg-Forschungsgruppe Postwachstumsgesellschaften der Universität Jena, am Institut für die Wissenschaften vom Menschen (IWM) Wien, an der Seoul National University (Südkorea), der Macquarie University Sydney (Australien) und der Universität Tokio (Japan). Von 1989 bis 1995 war Neckel Mitherausgeber von PROKLA – Zeitschrift für kritische Sozialwissenschaft, von 1996 bis 2009 Mitherausgeber der Zeitschrift für Sozialwissenschaft Leviathan. Zwischen 2011 und 2013 war er Mitglied des Vorstands der Deutschen Gesellschaft für Soziologie (DGS). Von 2016 bis 2020 gehörte Neckel dem Fachkollegium Sozialwissenschaften der Deutschen Forschungsgemeinschaft (DFG) für das Fach „Soziologische Theorie“ an. 2010 erhielt er gemeinsam mit Ana Mijic, Christian von Scheve und Monica Titton den René-König-Lehrbuchpreis der Deutschen Gesellschaft für Soziologie für das Lehrbuch „Sternstunden der Soziologie. Wegweisende Theoriemodelle des soziologischen Denkens“ (Campus-Verlag).

## Schriften (Auswahl)
- mit Rolf Ebbighausen (Hrsg.): Anatomie des politischen Skandals. Suhrkamp, Frankfurt am Main 1989, ISBN 3-518-11548-0.
- Status und Scham. Zur symbolischen Reproduktion sozialer Ungleichheit. Campus, Frankfurt am Main 1991, ISBN 3-593-34576-5.
- Die Macht der Unterscheidung: Beutezüge durch den modernen Alltag. Fischer-Taschenbuch-Verlag, Frankfurt am Main 1993, ISBN 3-596-11730-5; veränderte und erweiterte Neuausgabe: Die Macht der     Unterscheidung. Essays zur Kultursoziologie der modernen Gesellschaft. Campus, Frankfurt am Main 2000, ISBN 3-593-36623-1.
- mit Helmuth Berking und Ronald Hitzler (Hrsg.): Politikertypen in Europa. Fischer, Frankfurt am Main 1994, ISBN 3-596-11949-9.
- mit Michael Schwab-Trapp (Hrsg.): Ordnungen der Gewalt. Beiträge zu einer politischen Soziologie der Gewalt und des Krieges. Leske & Budrich, Opladen 1999, ISBN 3-8100-2306-X.
- Waldleben. Eine ostdeutsche Stadt im Wandel seit 1989. Campus, Frankfurt am Main 1999, ISBN 3-593-36247-3.
- mit Jörn Lamla (Hrsg.): Politisierter Konsum – konsumierte Politik. VS Verlag für Sozialwissenschaften, Wiesbaden 2006, ISBN 3-531-14895-8.
- Flucht nach vorn. Die Erfolgskultur der Marktgesellschaft. Campus, Frankfurt am Main 2008, ISBN 978-3-593-38758-1.
- mit Hans-Georg Soeffner (Hrsg.): Mittendrin im Abseits. Ethnische Gruppenbeziehungen im lokalen Kontext. VS Verlag für Sozialwissenschaften, Wiesbaden 2008, ISBN 3-531-14710-2.
- Kapitalistischer Realismus. Von der Kunstaktion zur Gesellschaftskritik. Campus, Frankfurt am Main 2010, ISBN 978-3-593-39182-3.
- mit Claudia Honegger und Chantal Magnin: Strukturierte Verantwortungslosigkeit. Berichte aus der Bankenwelt. Suhrkamp, Berlin 2010, ISBN 978-3-518-12607-3.
- mit Ana Mijic, Christian von Scheve und Monica Titton (Hrsg.): Sternstunden der Soziologie. Wegweisende Theoriemodelle des soziologischen Denkens. Campus, Frankfurt am Main 2010, ISBN 978-3-593-39181-6.
- mit Greta Wagner (Hrsg.): Leistung und Erschöpfung. Burnout in der Wettbewerbsgesellschaft, Edition Suhrkamp, Berlin 2013, ISBN 978-3-518-12666-0.
- mit Anna Katharina Schaffner und Greta Wagner (Hrsg.): Burnout, Fatigue, Exhaustion: An Interdisciplinary Perspective on a Modern Affliction. Palgrave Macmillan, Basingstoke 2017, ISBN 978-3-319-52886-1.
- mit Claudia Szingon und Sarah Lenz: Kulturwandel im Geldgeschäft? Potenziale einer ethischen Selbsterneuerung im Banken- und Finanzwesen, Kölner Zeitschrift für Soziologie und Sozialpsychologie Sonderheft 58, S. 287–316, 2018.
- mit Sarah Lenz: Ethical Banks between Moral Self-Commitment and Economic Expansion. Research in the Sociology of Organizations 63, S. 127–148, 2019 /doi:10.1108/S0733-558X20190000063015
- mit Natalia Besedovsky, Moritz Boddenberg, Martina Hasenfratz, Sarah Miriam Pritz und Timo Wiegand: Die Gesellschaft der Nachhaltigkeit. Umrisse eines Forschungsprogramms. Transcript, Bielefeld 2018, ISBN 978-3-8376-4194-3.
- mit Lukas Hofstätter und Marco Hohmann: Die globale Finanzklasse. Business, Karriere, Kultur in Frankfurt und Sydney. Campus, Frankfurt am Main 2018, ISBN 978-3-593-50900-6.
- mit Frank Adloff (Hrsg.): Gesellschaftstheorie im Anthropozän. Campus, Frankfurt am Main 2020, ISBN 978-3-593-51279-2.
- mit Philipp Degens und Sarah Lenz (Hg.): Kapitalismus und Nachhaltigkeit.  Campus, Frankfurt am Main 2022, ISBN 978-3-593-51577-9.
- mit Philipp Degens (Hrsg.): Das Scheitern des grünen Kapitalismus. Analysen, Aussichten, Alternativen. Campus, Frankfurt am Main 2024, ISBN 978-3-593-51949-4.